# Iretama
Iretama ist ein brasilianisches Munizip in der Mitte des Bundesstaats Paraná. Es hat 11.886 Einwohner (2022), die sich Iretamenser nennen. Seine Fläche beträgt 570 km². Es liegt 571 Meter über dem Meeresspiegel.

## Etymologie
Der Name kommt aus dem Tupi-Guaraní. Er bedeutet Bienenstock.

## Geschichte

### Besiedlung
Im Jahr 1952 nahm die Stadt mit der Ankunft des Kaufmanns Wassílio Mamus ihre Anfänge.
Aufgrund der Fruchtbarkeit des Bodens zogen in kurzer Zeit weitere Siedler zu, kauften Land und bauten Betriebe auf. Zwischen 1953 und 1954 kamen die ersten Landwirte: Nery, Proença, Borine, Siena, Correia, Ruela de Oliveira, Correia Gonçalves, Takanashi, Oliva und Pepino. Unter Mitwirkung des Kolonisators Jayme Watt Longo wurden 1954 die ersten Häuser gebaut, die Hauptstraßen angelegt und ein Dorf errichtet.

### Erhebung zum Munizip
Iretama wurde durch das Staatsgesetz Nr. 4245 vom 25. Juli 1960 aus Campo Mourão ausgegliedert und in den Rang eines Munizips erhoben. Es wurde am 10. November 1961 als Munizip installiert.

## Geografie

### Fläche und Lage
Iretama liegt auf dem Terceiro Planalto Paranaense (der Dritten oder Guarapuava-Hochebene von Paraná). Seine Fläche beträgt 570 km². Es liegt auf einer Höhe von 571 Metern.

### Geologie und Böden
Die Böden bestehen aus fruchtbarer Terra-Roxa.

### Vegetation
Das Biom von Iretama ist Mata Atlântica.

### Klima
Das Klima ist gemäßigt warm. Es werden hohe Niederschlagsmengen verzeichnet (1877 mm pro Jahr). Die Klimaklassifikation nach Köppen und Geiger lautet Cfa. Im Jahresdurchschnitt liegt die Temperatur bei 20,3 °C.

### Gewässer
Iretama liegt im Einzugsgebiet des Ivaí. Der Rio Corumbataí bildet zusammen mit seinem linken Nebenfluss Rio Muquilão die östliche Grenze des Munizips. Im Westen wird es von den Rios Chupador und Formoso begrenzt, die dem Corumbataí von links zufließen. 

### Straßen
Iretama liegt an der PRC-487 zwischen Pitanga im Südosten und Campo Mourão im Nordwesten. Über die PR-462 kommt man im Südwesten nach Roncador.

### Nachbarmunizipien
| Campo Mourão und Luiziana | Barbosa Ferraz                              | Godoy Moreira und Jardim Alegre |
|                           | Kompassrose, die auf Nachbargemeinden zeigt | Nova Tebas                      |
| Roncador                  |                                             |                                 |

## Stadtverwaltung
Bürgermeister: Same Saab, PSD (2021–2024)
Vizebürgermeister: Pedro Bodnar, PSD (2021–2024)

## Demografie

### Bevölkerungsentwicklung
| Jahr | Einwohner | Stadt | Land |
| ---- | --------- | ----- | ---- |
| 1970 | 15.042    | 11 %  | 89 % |
| 1980 | 22.109    | 19 %  | 81 % |
| 1991 | 15.814    | 41 %  | 59 % |
| 2000 | 11.335    | 54 %  | 46 % |
| 2010 | 10.622    | 58 %  | 42 % |
| 2022 | 11.886    |       |      |

Quelle: IBGE (2011) und Volkszählung 2022

### Ethnische Zusammensetzung
| Gruppe * | 1991    | 2000    | 2010    | wer sich als …                                                                   |
| --- | ------- | ------- | ------- | -------------------------------------------------------------------------------- |
| Weiße | 66,9 %  | 67,5 %  | 50,3 %  | weiß bezeichnet                                                                  |
| Schwarze | 1,8 %   | 4,2 %   | 2,9 %   | schwarz bezeichnet                                                               |
| Gelbe | 0,2 %   | 0,3 %   | 0,3 %   | von fernöstlicher Herkunft wie japanisch, chinesisch, koreanisch etc. bezeichnet |
| Braune | 31,0 %  | 26,4 %  | 46,4 %  | braun oder als Mischung aus mehreren Gruppen bezeichnet                          |
| Indigene | 0,0 %   | 0,4 %   | 0,0 %   | Ureinwohner oder Indio bezeichnet                                                |
| ohne Angabe | 0,0 %   | 1,2 %   | 0,0 %   |                                                                                  |
| Gesamt | 100,0 % | 100,0 % | 100,0 % |                                                                                  |
| *) Das IBGE verwendet für Volkszählungen ausschließlich diese fünf Gruppen. Es verzichtet bewusst auf Erläuterungen. Die Zugehörigkeit wird vom Einwohner selbst festgelegt. |         |         |         |                                                                                  |

Quelle: IBGE (Stand: 1991, 2000 und 2010)

## Wirtschaft
Die wirtschaftliche Stärke von Iretama beruht auf der Landwirtschaft, die sich durch die Produktion von Baumwolle, Mais, Bohnen, Kaffee, Reis, Soja und anderen Produkten auszeichnet. Ergänzt wird das Produktionsspektrum um die Viehwirtschaft. 